# Never Worn White
«Never Worn White» es una canción de la cantante estadounidense Katy Perry, fue lanzada como sencillo el 5 de marzo de 2020 a través de Capitol Records. La canción fue lanzada junto a un video musical en el que Perry revela su embarazo.

## Composición
«Never Worn White» es una «poderosa» balada de piano, con una producción «elegante» y un coro «sincero».

## Video musical
En el video musical que se estrenó junto a la canción, Perry se muestra con un vestido blanco y un elaborado vestido de flores mientras canta la canción. Al final del video, se le ve acunando su vientre, anunciando su embarazo con su prometido Orlando Bloom. Recibió más de 10 millones de reproducciones en YouTube en sus primeras 24 horas.

## Recepción

### Comercial
«Never Worn White» logró ingresar en las listas en algunos países europeos alcanzando el número 46 en Escocia y el número 97 en Reino Unido. En Hungría, la canción ingresó al top 40 alcanzando el número 39. En Nueva Zelanda logró entrar al Hot Singles Chart debutando en el número 12. La canción no logró ingresar en la lista estadounidense Billboard Hot 100, pero si ingresó en el Bubbling Under Hot 100 en el puesto número 12.

## Presentaciones en vivo
Perry interpretó «Never Worn White» por primera vez en vivo en el programa australiano The Project el 10 de marzo de 2020.

## Créditos y personal
Créditos adaptados de Tidal:
- Katy Perry - voz, compositora
- Johan Carlsson - productor, compositor, programador, piano
- Jacob Kasher Hindlin - compositor
- John Ryan - compositor
- Peter Karlsson - productor vocal
- Rami - programador
- David Bukovinszky - violonchelo
- Mattias Bylund - arreglador de cuerdas, cuerdas
- Mattias Johansson - violín
- Cory Bice - ingeniero
- Jeremy Lertola - ingeniero
- Sam Holland - ingeniero
- Serban Ghenea - mezclador
- Dave Kutch - ingeniero de masterización
- John Hanes - ingeniero de mezclas
- Liz Isik - administradora de A&R

## Posicionamiento en listas
| Lista (2020)                                    | Mejor posición |
| ----------------------------------------------- | -------------- |
| Bélgica (Flandes) (Ultratip Bubbling Under)     | 25             |
| Canadá (Canadian Hot 100)                       | 95             |
| Croacia (HRT)                                   | 78             |
| Escocia (Scottish Singles Sales Chart)          | 46             |
| Estados Unidos (Bubbling Under Hot 100 Singles) | 12             |
| Estados Unidos (Digital Songs)                  | 21             |
| Hungría (Rádiós Top 40)                         | 39             |
| Irlanda (IRMA)                                  | 85             |
| Nueva Zelanda Hot Singles (RMNZ)                | 12             |
| Reino Unido (UK Singles Chart)                  | 97             |

## Historial de lanzamiento
| Región    | Fecha              | Formato                     | Discográfica          | Ref.   |
| --------- | ------------------ | --------------------------- | --------------------- | ------ |
| Varios    | 5 de marzo de 2020 | Descarga digital, Streaming | Capitol Records       | [ 22 ] |
| Australia | 6 de marzo de 2020 | Contemporary hit radio      | Universal Music Group | [ 23 ] |
| Italia    | 6 de marzo de 2020 | Contemporary hit radio      | Universal Music Group | [ 24 ] |